# Château du Riau
Le château du Riau est un édifice  édifié entre le XVe et le XVIIe sièclesitué à Villeneuve-sur-Allier, en France.

## Localisation
Le château est situé sur la commune de Villeneuve-sur-Allier, à l'est du bourg par la D133, dans le département de l'Allier, en région Auvergne-Rhône-Alpes.
Sous l'Ancien Régime, le Riau dépendait de la paroisse d'Aurouër.

## Historique
Charles Popillon, officier des ducs de Bourbon, fit édifier le château au XVe siècle, à la place d'un petit château du siècle précédent appartenant à Anne de France.
En 1689, il est acquis par le comte des Gouttes. Au moment de la Révolution, il appartient à Jean-Antoine de Charry des Gouttes, officier de marine.
Le château a été acquis en 1826 par Pierre Le Roy de Chavigny (1783-1866), préfet de l'Allier sous la Restauration ; sa fille Mathilde en hérita et le transmit par mariage à la famille Durye, qui le possède encore. Il a appartenu notamment à Pierre Durye (1920-1996), conservateur en chef aux Archives nationales.

## Description
Le château proprement dit est du XVe siècle, de même que le porche d'entrée dans la cour ; ils sont aujourd'hui couverts d'ardoises. Les communs sont du XVIe et XVIIe siècles ; leur couverture, ainsi que celle du pigeonnier en briques polychromes qui se trouve dans leur prolongement, sont en tuiles. L'ensemble est entouré de douves ; les douves dessinent un quadrilatère occupé par une grande cour au milieu de laquelle trône un tilleul ; les communs se trouvent le long du côté nord-ouest du quadrilatère, tandis que le château est à l'angle est et le porche d'entrée à l'angle sud.
Le château qui a conservé son donjon en briques rouges et noires, et flanquée de deux tourelles qui protège l'entrée de la cour. Vers 1750, le logis principal est encadré par deux nouvelles ailles.
À l'intérieur du château se trouve une collection de toiles d'Emmanuel de La Villéon (1858-1944), un des derniers peintres impressionnistes. Emmanuel de La Villéon était le grand-père maternel de Madeleine Collard, épouse de Pierre Durye.
À l'écart du château et en dehors de l'enceinte formée par les douves, la grange aux dîmes est un bâtiment remarquable par ses façades à colombages emplis par des briques polychromes et sa charpente signée par le maître charpentier Nicolas Roger en 1584.

## Protection aux monuments historiques
Au titre des monuments historiques :
- l'ensemble des terrains sont inscrits par arrêté du 18 juin 1946 ;
- les façades et toitures du château et du bâtiment d'entrée ; l'escalier de l'aile Ouest, à l'exclusion de la rampe ; les douves avec leurs ponts ; les grilles et portails ; le sol de la cour ; le lavoir ; la grange, sont classés par arrêté du 24 octobre 1977 ;
- les façades et toitures des communs et de la tour Sud-Ouest (pigeonnier) ; la grange du XVIIIe siècle ; les trois cheminées du château, sont inscrites par arrêté du 30 septembre 1991.

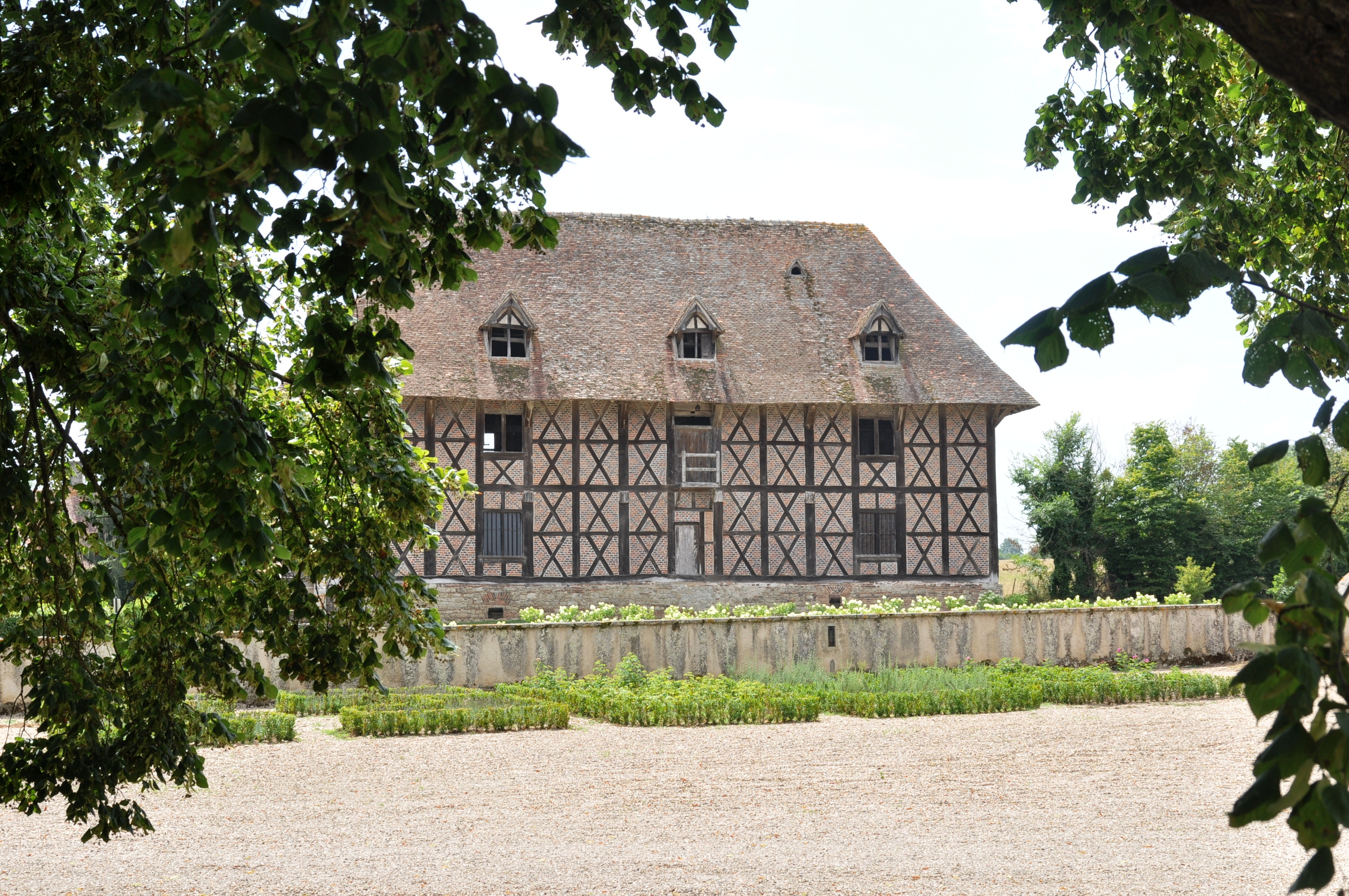
La grange aux dîmes.
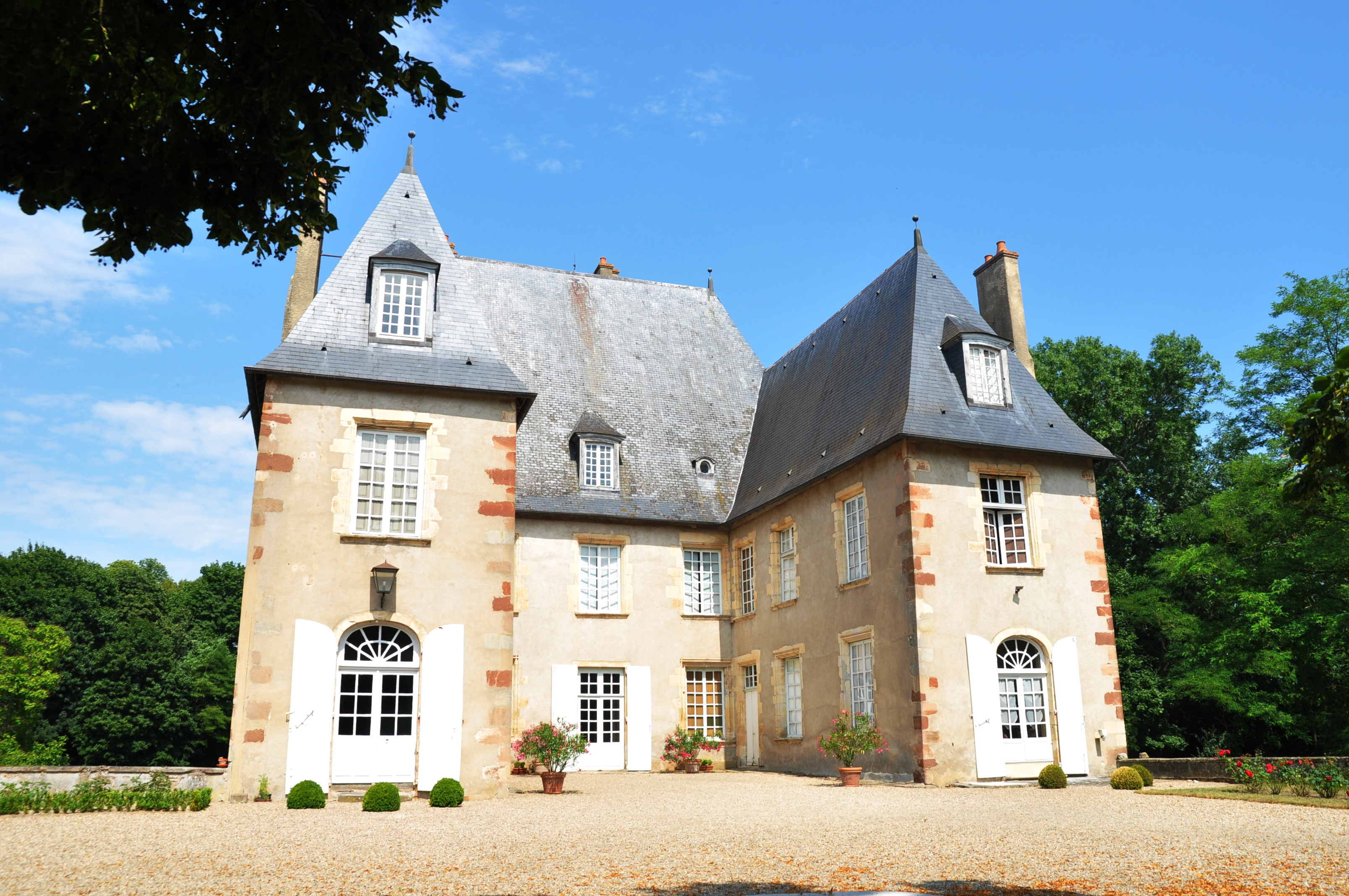
Le logis.
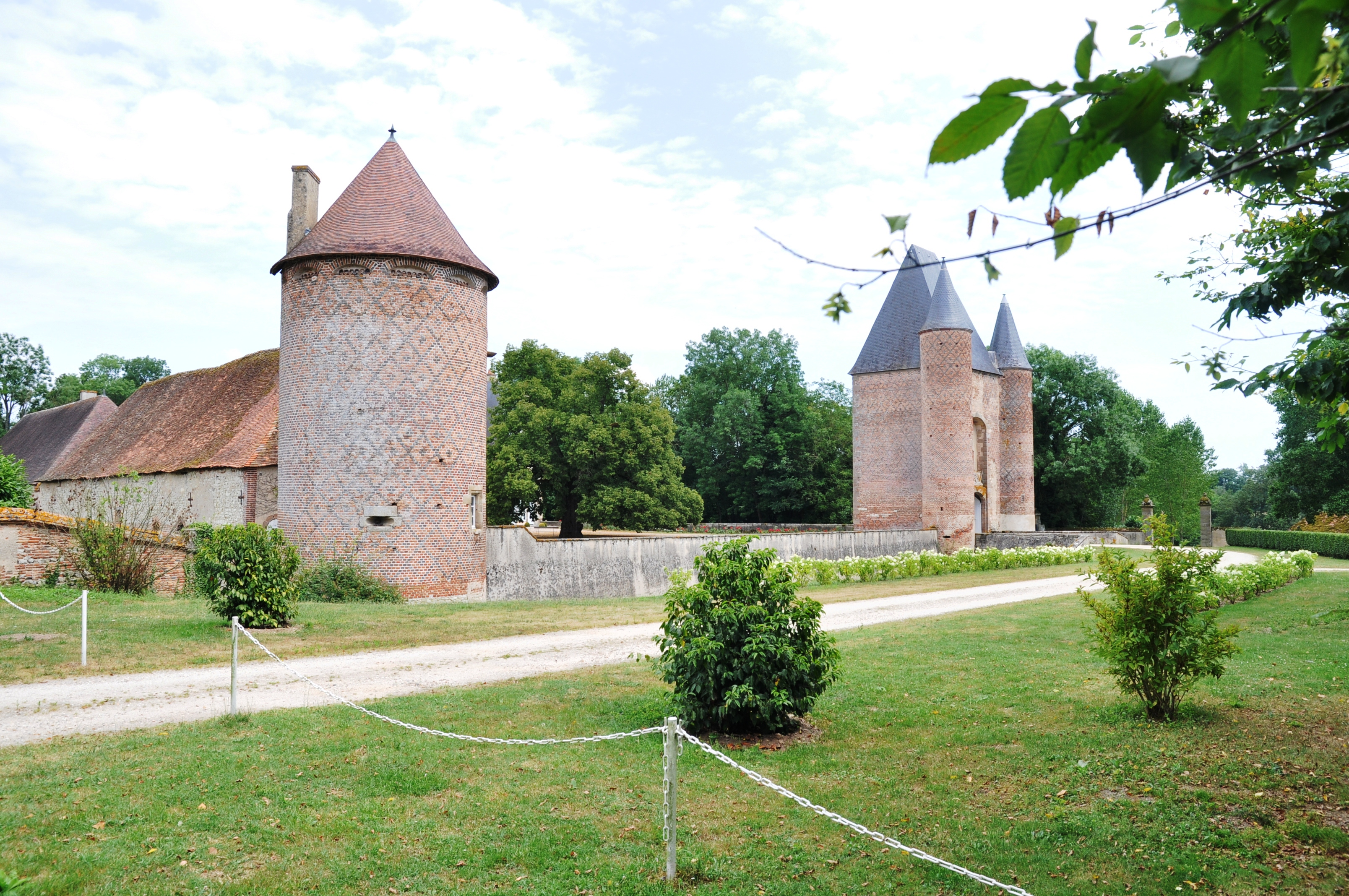
L'entrée du château.